# Quinto - Play Mingus
Quinto - Play Mingus è il settimo disco dei Quintorigo, interamente dedicato al contrabbassista Charles Mingus.

## Tracce
1. Pithecanthropus erectus (06.45)
2. Moanin' (04.27)
3. Portrait (05.30)
4. Fables of Faubus (05.44)
5. Jelly roll (04:57)
6. Freedom (01:49)
7. Oh lord don't let them drop that atomic bomb on me (07:01)
8. Reincarnation of a lovebird (05.08)
9. Bird calls (05:35)
10. Goodbye pork pie hat (06:03)
11. Ecclusiastics (01:50)
12. Better get hit in your soul (04:26)

Riconoscimenti
L'album Quinto - Play Mingus ha ricevuto il premio della rivista specializzata Musica Jazz come Miglior album 2008.